# Per Carlén
Per Arne Owe Carlén (Karlstad, 19 de novembro de 1960) é um ex-handebolista profissional e treinador sueco, medalhista olimpico.
Per Carlén fez parte dos elencos medalha de prata de Barcelona 1992 e Atlanta 1996.